# 群馬薬業
群馬薬業株式会社（ぐんまやくぎょう）は、群馬県前橋市天川大島町1202-2に本社を置く、医薬品・医療機器・一般用医薬品等の卸売販売をおこなう企業である。現在は、アルフレッサ ホールディングスグループ「安藤」である。

## 概要
- 設立 1946年12月
- 資本金 2,000万円
- 代表取締役社長　田所浩三

## 沿革
- 1987年12月「安藤株式会社」と合併

## 主な取引メーカー
- 武田薬品
- 藤沢薬品
- 大日本製薬
- 田辺製薬